# Karpatenblatt
Das Karpatenblatt ist das Online-Portal und Magazin der deutschen Minderheit in der Slowakei. Es handelt sich um die einzige deutschsprachige Zeitschrift des Landes. Die Print-Ausgabe erscheint einmal monatlich und wird vom Karpatendeutschen Verein herausgegeben. Das Heft wird vor allem von den etwa 4800 Mitgliedern des Vereins gelesen, hat aber auch zahlreiche Abonnenten aus Deutschland und Österreich. Der Redaktionssitz befindet sich in Košice. Die Zeitschrift erschien erstmals im Juli 1992.

## Online- und Printmagazin
Die Zeitschrift informiert auf 24 Seiten über kulturelle Ereignisse der Deutschen in der Slowakei, über Aktuelles aus der Slowakei, Belange der Minderheit sowie der deutsche Sprache. Online veröffentlicht das Karpatenblatt auch Rätsel zu den Mundarten der deutschen Minderheit. So erschien beispielsweise ein Quiz zu der Pressburger Mundart, eines zu den deutschen Dialekten der Mittelslowakei oder zu einer deutschen Mundart in der Zips.
Für den Artikel Der Friedhof in Zborov – Zeichen der Versöhnung erhielt das Karpatenblatt 1995 den Journalistenpreis der Evangelischen Medienakademie in Frankfurt am Main.

## Weitere Angebote

### Jugendblatt
Als monatliche Beilage des Karpatenblattes erscheint das Jugendblatt. Es informiert über die Karpatendeutsche Jugend und ihre Projekte. So entstanden beispielsweise in Zusammenarbeit mit dem Germanistik-Lehrstuhl der Comenius-Universität in Bratislava multimediale Spaziergänge mit den Karpatendeutschen. Anhand der Audio-Geschichten der Studenten kann man sich auf die Spuren der deutschen Minderheit in der slowakischen Hauptstadt begeben. Im Jugendblatt werden in der Serie KDJ auf ein Wort engagierte Mitglieder der Karpatendeutschen Jugend interviewt.

### Karpatenfunk
Seit April 2020 veröffentlicht das Karpatenblatt den Podcast Karpatenfunk. Zu hören sind Mundart-Geschichten, Erinnerungen, Märchen und Interviews. Neue Folgen erscheinen jeweils am letzten Donnerstag im Monat.

### Medienpädagogik
Die Redaktion des Karpatenblattes führt seit 2017 auch medienpädagogische Workshops für Kinder und Jugendliche durch. An den Schulen der deutschen Minderheit fanden beispielsweise Projekttage zum Thema „Mobile Reporting“ statt. Für Jugendliche und Studenten wurden YouTube-Workshops, ein Animationsseminar und Journalismusworkshops organisiert.